# Асколі (футбольний клуб)
«Асколі» (італ. Ascoli) — професійний італійський футбольний клуб з міста Асколі-Пічено. Виступє у Серії B Італії. Домашні матчі проводить на стадіоні «Чіно е Лілло Дель Дука», який вміщує 20 550 глядачів.

## Історія
Футбольний клуб «Асколі» було засновано у 1898 році під назвою «Кандідо Аугусто Веккі». У 1905 році клуб змінив назву на «Асколі Вігор», а у 1921 — на «Асколана». Звичну назву «Асколі» (Associazione Sportiva Ascoli) команда взяла у 1945 році.
У 1955 році «Асколі» придбав видавничий магнат Чіно Дель Дука, чим врятував клуб від фінансового краху. Він об'єднав «Асколі» із власним клубом «Дель Дука» і назвав команду «Дель Дука Асколі». Така назва протрималася до 1971 року. У 1971-му, бажаючи підкреслити походження, назву змінили на «Ascoli Calcio 1898». У тому ж році «Асколі», вигравши Серію С1 пройшов у Серію B. У 1972 році «Асколі» очолив Карло Маццоне. Під його керівництвом клуб в 1978 році вийшов у Серію А.
Справжній фурор викликала команда в сезоні 1979-80, зумівши фінішувати на четвертому місці — слідом за «Інтернаціонале», «Ювентусом» і «Торіно» (враховуючи дискваліфікацію «Мілана»). Наступним успіхом стало 6-те місце у сезоні 1981-82.
Після вильоту з серії А у 1985 році «Асколі» швидко повернувся назад у 1986-му, протримавшись у вищому дивізіоні чотири сезони. У 1987 році «Асколі» завоював Кубок Мітропи — один з найстаріших європейських клубних турнірів з футболу. Наступне повернення у Серію А сталося у 1991 році, проте на цей раз перебування в еліті продовжувалося лише один сезон. Після двосезонної боротьби у Серії В за вихід у вищу лігу «Асколі» швидко здав позиції й опустився до Серії С1 в 1995 році. Повернення до Серії В сталося лише у 2002 році.
У 2005 році «Асколі» посів 5-те місце у Серії В, проте все одно підвищився у класі через те, що «Торіно» та «Перуджа», які зайняли 2-ге та 3-тє місця відповідно, не потрапили до Серії А через фінансові проблеми. В сезоні сезоні 2005-06 клуб зайняв 10-те місце в Серії А. 
Протягом сезону 2013-14 суд Асколі-Пічено визнав «Асколі» банкрутом. При цьому суд оцінив залишкову вартість активів клубу у €862,000. Нова компанія Ascoli Picchio F.C. 1898 перейняла ці активи. Федерація Футболу Італії дозволила клубу розпочати новий сезон без пониження у класі.

## Досягнення
- Кубок Мітропи:
  - Володар (1): 1987